# Престис, Жулиу
Жу́лиу Пре́стис ди Албуке́рки (порт. Júlio Prestes de Albuquerque; 15 марта 1882, Итапетининга, Сан-Паулу — 9 февраля 1946, Сан-Паулу) — бразильский адвокат и политический деятель. Был избран президентом Бразилии в 1930 году, но не вступил в должность в связи с военным переворотом.
23 июня 1930 года стал вторым в истории бразильцем, показанным на обложке журнала Time.

## Биография
Жулиу Престис окончил Юридический факультет университета Сан-Паулу в 1906 году. В 1909 году был избран депутатом законодательного собрания штата Сан-Паулу. В 1924—1927 годах заседал в Палате депутатов Бразилии. 14 июля 1927 года занял пост губернатора Сан-Паулу.
Кандидатура Жулиу Престиса на пост президента Бразилии была поддержана президентом Вашингтоном Луисом в начале 1930 года. 1 марта в стране прошли выборы, и Престис одержал на них победу.
Однако его избрание противоречило «политике кофе с молоком», согласно которой кандидатом от действующей власти должен был стать губернатор Минас-Жерайса Антониу Карлус Рибейру ди Андрада. Оппозиционная партия Либеральный альянс, к которой присоединился Антониу Карлус, не признала итоги выборов и обвинила правительство в фальсификации результатов. Эти события привели к революции, которая свергла президента Вашингтона Луиса за месяц до передачи власти Престису.
Престис был вынужден обратиться в британское консульство для предоставления ему политического убежища. В Бразилию он вернулся только в 1934 году, после принятия конституции. На политическую арену Престис смог вернуться только в 1945 году, основав партию Национал-демократический союз. Однако Престис не успел принять активного участия в политической жизни страны, так как умер на следующий год.